# Stackelitz
Stackelitz este o comună din landul Saxonia-Anhalt, Germania.